# HMS Crusader (H60)
«Крусейдер» (H60) (англ. HMS Crusader (H60) — військовий корабель, ескадрений міноносець типу «C» Королівських військово-морських флотів Великої Британії та Канади за часів Другої світової війни. 2 травня 1932 року увійшов до складу Королівських ВМС Великої Британії. Під час Громадянської війни в Іспанії корабель залучався до морської блокади узбережжя, ініційованої Британію та Францією для запобігання контрабанди зброєю протиборчим сторонам. У 1938 році проданий Королівському військово-морському флоту Канади та перейменований на HMCS «Оттава» (H60). З початком Другої світової війни залучався до охорони канадського узбережжя та супроводження транспортних конвоїв через Атлантику. 14 вересня 1942 року потоплений німецьким підводним човном U-91 біля узбережжя Канади.

## Дизайн, конструкція та озброєння
Ескадрений міноносець «Крусейдер» належав до класу ескадрених міноносців типу «C», що випускалися британськими суднобудівельними компаніями з 1930 по 1933 роки за програмою 1929 року (англ. 1929 Naval Programme) та належали до третьої серії міжвоєнних або, так званих, «стандартних» есмінців Королівського флоту.
Корпус корабля мав загальну довжину між перпендикулярами — 100,3 м, бімс — 10,1 м та осадку до 3,8 м. Водотоннажність бойового корабля становила: стандартна — 1 375 та повна — 1 865 довгих тонн відповідно.
Головна енергетична установка мала три триколекторні Адміралтейських котли з пароперегрівником і два одноступінчатих редуктори, дві двокорпусні парових турбіни Parsons.
Проектна потужність силової установки становила 36 000 к.с. (26 500 кВт), що мало забезпечити максимальну швидкість ходу (при повному навантаженні) в 36 вузлів (66,6 км/год). Запас палива зберігався в паливних танках, місткістю 481 тонна мазуту, що забезпечувало дальність плавання 5 500 морських миль (10 240 км) 15-вузловим ходом (28 км/год). Екіпаж корабля становив 145 офіцерів та матросів.
Корабельна артилерія головного калібру (ГК) в есмінця HMS «Крусейдер»: чотири 120-мм універсальні швидкострільні гармати QF Mark IX з довжиною ствола 45 калібрів у поодиноких установках CP XIV на центральній осі корабля під нумерацією 'A', 'B', 'X' та 'Y'. Максимальний кут піднесення +30°, зниження на −10°. Маса снаряда 22,7 кг, початкова швидкість — 807 м/с. Гармати мали швидкострільність 10-12 пострілів на хвилину на відстань до 15,5 км. Боєзапас становив 200 пострілів на ствол.
Основу зенітного озброєння становили одна 76,2-мм зенітна гармата QF 3-inch 20 cwt, встановлена між трубами корабля, та дві 40-мм автоматичні зенітні гармати Mark II на бакові есмінця. Під час модернізації 1936 року 76-мм гармата була демонтована, а 40-мм автоматичні гармати встановлені замість неї по центру судна.
Торпедне озброєння складалося з двох 21-дюймових (533-мм) чотиритрубних торпедних апаратів, що розташовувалися в кормовій частині корпусу на осьовій лінії. Есмінець також мав одну напрямну для скидання глибинних бомб і 2 пристрої для їх скидання; на борту перебувало зазвичай 20 глибинних бомб, з початком війни їх чисельність збільшили до 33 одиниць.

## Історія служби
«Крусейдер» закладений 12 вересня 1930 року на верфі компанії HMNB Portsmouth у Портсмуті. 2 травня 1932 увійшов до складу Королівських ВМС Великої Британії.
Спочатку есмінець увійшов до складу 2-ї флотилії ескадрених міноносців Флоту Метрополії, де служив протягом перших чотирьох років. З 30 липня до 4 вересня 1934 проходив перший регламентний ремонт у доках Портсмута. Після вторгнення італійської армії до Абісинії в жовтні 1935 року, «Крусейдер» з рештою флотилії відбув на посилення Середземноморського флоту імперії. З жовтня 1935 до березня 1936 виконував завдання з моніторингу ситуації в Червоному морі, де діяли Королівські ВМС Італії.
У квітні 1936 року корабель повернувся на Британські острови, де встав на черговий ремонт та модернізацію.
З початком Громадянської війни в Іспанії, есмінець евакуював британський персонал дипломатичної місії та інших британських громадян з країни з іспанських портів. З січня 1937 до березня 1938 входив до складу сил ескорту авіаносця «Корейджес». З 28 квітня 1938 року, у зв'язку з підготовкою до передачі до Королівського флоту Канади, встав на поглиблений ремонт та модернізацію в порту Ширнесс. Корабель зазнав низку змін та реконструкцій, зокрема на есмінці була встановлена система виявлення підводних човнів «Type 124 ASDIC» (англ. ASDIC, Allied Submarine Detection Investigation Committee)
15 червня 1938 року корабель був проданий Канаді за 817 500 канадських доларів. Перейменований на HMCS «Оттава» (H60), 7 листопада есмінець прибув до військово-морської бази Ескуаймолт, де увійшов до Канадської Тихоокеанської охорони Королівського військово-морського флоту Канади. Тут він перебував до отримання наказу на перехід до Галіфакса у Нової Шотландії. 15 листопада 1939 року корабель вийшов до порту призначення, супроводжуючи конвой з військами, зокрема 1-ю піхотною дивізією, на борту, до Англії.
У квітні 1940 року «Оттава» отримала пошкодження корми у наслідок зіткнення з буксиром «Бенсерф», і встав на ремонт на два місяці.
27 серпня 1940 року, есмінець прибув до шотландського порту Грінок, де увійшов до 10-ї ескортної групи кораблів Командування Західними підходами, для виконання завдань з конвоювання транспортних кораблів та суден.
24-26 вересня 1940 року корабель залучався до рятувальних робіт постраждалих на торговельних суднах: 55 чоловіків з судна SS Sulairia, потопленого німецьким підводним човном U-43 та 60 людей з судна SS Eurymedon, торпедованого ПЧ U-29 відповідно.
7 листопада 1940 року «Оттава» у взаємодії з есмінцем «Гарвестер» потопили італійський підводний човен «Фаа де Бруно»
23 листопада «Оттава» врятував 29 вцілілих з транспортного судна-перевізника зерна SS Bussum, потопленого німецьким U-100.
У червні 1941 року, есмінець повернувся до Канади, де увійшов до Ескортних сил Ньюфаундленда, які забезпечували перехід конвоїв у середній Атлантиці. У травні 1942 переведений до Ескортної групи C4.
10 вересня 1942 року есмінець підібрав у морі південно-західніше Ісландії 24 постраждалих моряків з британського танкера Empire Oil, потопленого німецькими човнами U-659 та U-584.
14 вересня 1942 під час конвоювання ON 127 на відстані 500 морських миль від Сент-Джонса, корабель був торпедований німецьким човном U-91. Знерухомлений, через 10 хвилин він був уражений другою торпедою німців і ще через 10 хвилин затонув. З усього екіпажу врятувалося тільки 69 чоловіків, 114 людей загинули у морі, зокрема командир корабля.